# Micah Maʻa
Micah Kupono Maʻa (Kaneohe, 16 aprile 1997) è un pallavolista statunitense, palleggiatore dell'Halkbank.

## Biografia
Proviene da una famiglia legata al mondo della pallavolo: è figlio dell'ex pallavolista Pono Maʻa e dell'ex giocatrice di beach volley Lisa Strand.

## Carriera

### Club
La carriera di Micah Maʻa inizia a livello giovanile con la formazione del Ka Ulukoa, prima di passare al Pacific Rim; parallelamente partecipa anche ai tornei scolastici delle Hawaii, giocando per la Punahou School, impiegato sia nel ruolo di palleggiatore che, occasionalmente, in quello di schiacciatore. 
Dopo il diploma approda ai Bruins della UC Los Angeles, nella lega universitaria di NCAA Division I, dove gioca dal 2016 al 2019: raggiunge due volte l'atto conclusivo del torneo, spingendosi fino alla Final-7, dove esce una volta sconfitto in semifinale e un'altra volta perde la finale per il titolo, durante il suo senior year, aggiudicandosi comunque diversi riconoscimenti individuali nel corso della sua carriera universitaria.
Nella stagione 2019-20 sigla il suo primo contratto professionistico con lo Stade Poitevin, impegnato in Ligue A, dove milita un biennio e si aggiudica una Coppa di Francia. Nel campionato 2021-22 approda invece al Katowice, nella Polska Liga Siatkówki, mentre nel campionato seguente è di scena in Turchia, dove indossa la casacca dell'Halkbank, in Efeler Ligi, vincendo due coppe nazionali e uno scudetto, venendo premiato come miglior palleggiatore.

### Nazionale
Fa parte della nazionale statunitense Under-19 che si aggiudica la medaglia d'oro al campionato nordamericano 2014, dove viene premiato come miglior palleggiatore, oltre a partecipare al campionato mondiale 2015; come membro della nazionale Under-21 prende invece parte al campionato mondiale 2017.
Nel 2019 fa il suo debutto in nazionale maggiore, vincendo l'argento alla Volleyball Nations League e al campionato nordamericano e poi il bronzo alla Coppa del Mondo. Nel 2023 conquista l'argento alla Volleyball Nations League e l'oro al campionato nordamericano e alla Coppa del Mondo.
Nel 2024 mette al collo il bronzo ai Giochi della XXXIII Olimpiade.

## Palmarès

### Club
- Campionato turco: 1

2023-24
- Coppa di Francia: 1

2019-20
- Coppa di Turchia: 2

2022-23, 2023-24

### Nazionale (competizioni minori)
- Campionato nordamericano Under-19 2014

### Premi individuali
- 2014 - Campionato nordamericano Under-19: Miglior palleggiatore
- 2016 - All-America First Team
- 2018 - All-America First Team
- 2018 - NCAA Division I: Los Angeles National All-Tournament Team
- 2019 - All-America First Team
- 2024 - Efeler Ligi: Miglior palleggiatore